# Oncoba spinosa

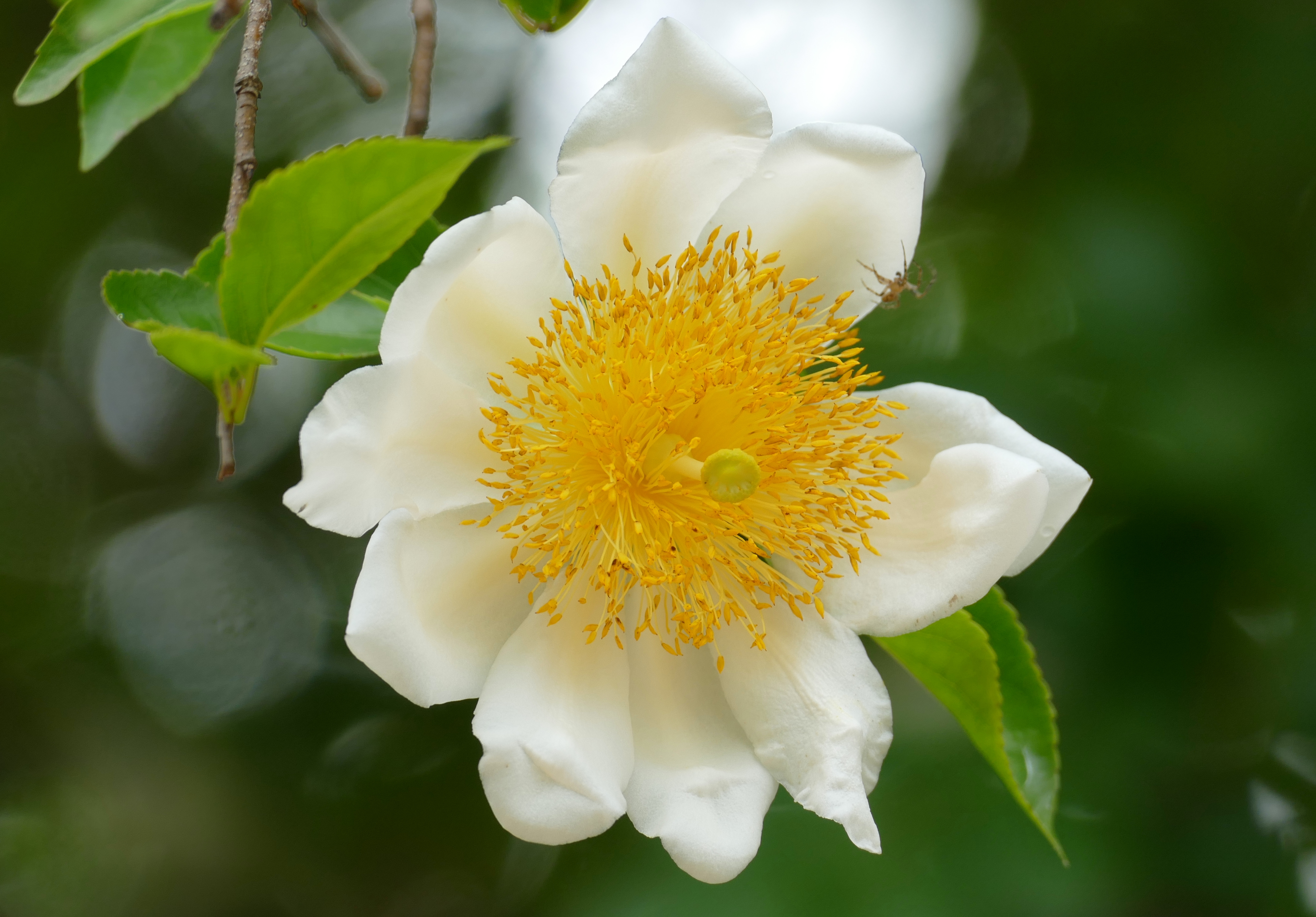
Blüte

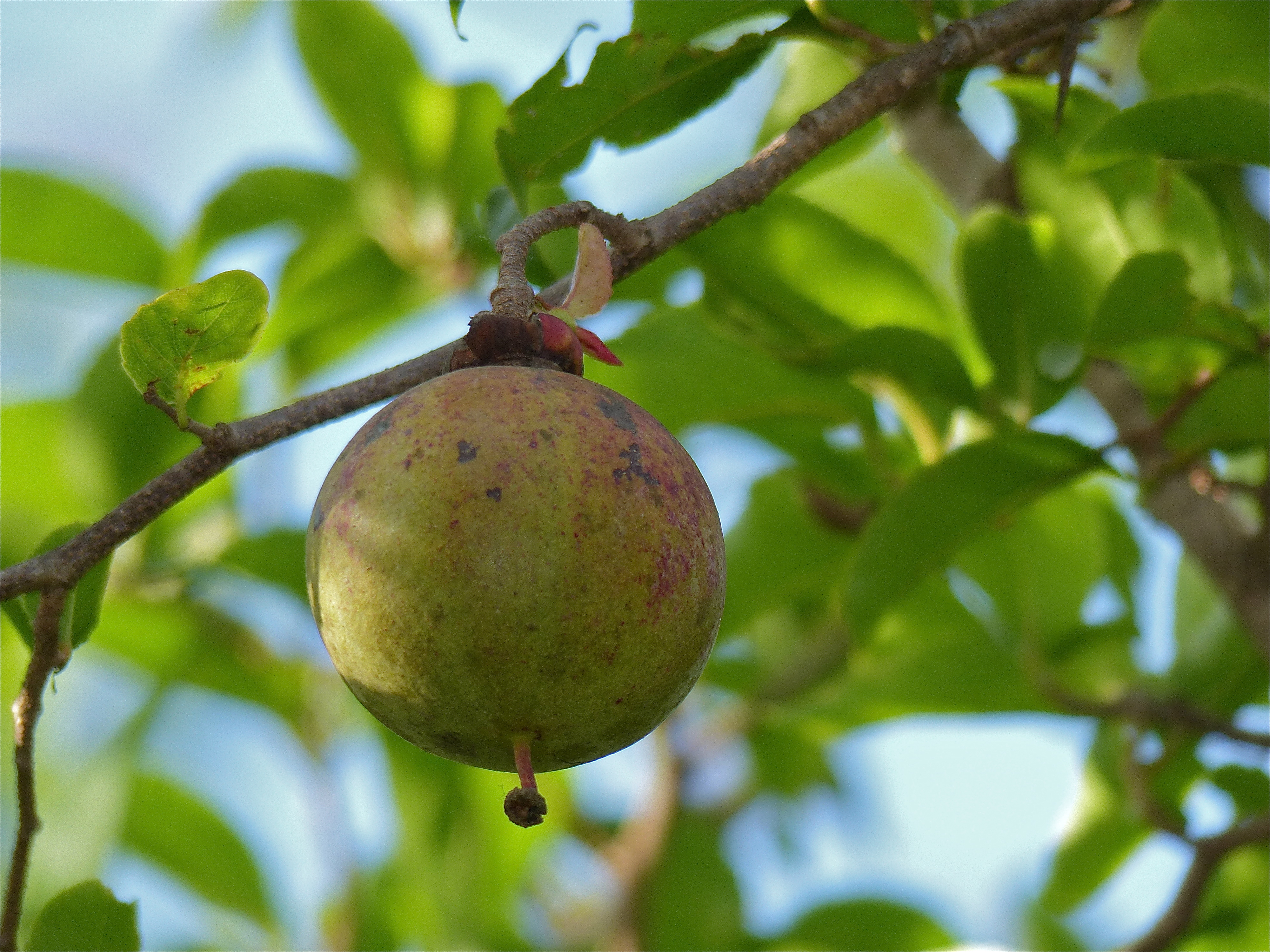
Nicht ganz reife Frucht

Oncoba spinosa ist eine Pflanzenart in der Familie der Weidengewächse aus West-, Zentral- und Ostafrika bis nach Südafrika sowie bis nach Arabien.

## Beschreibung
Oncoba spinosa wächst als eher langsamwüchsiger, immer- oder halbimmergrüner und dorniger Strauch bis über 4 Meter oder als Baum bis über 9 Meter hoch. Die Dornen werden bis zu 5 Zentimeter lang.
Die wechselständigen Laubblätter sind kurz gestielt. Die ledrigen, eiförmigen bis manchmal verkehrt-eiförmigen oder elliptischen, kahlen Blätter sind gesägt oder gekerbt und spitz bis zugespitzt, seltener stumpf bis eingebuchtet. Die Nebenblätter fallen früh ab.
Die Blüten erscheinen einzeln end- oder achselständig. Die großen, duftenden und weißen, bis zu 6–8 Zentimeter großen Blüten sind zwittrig mit doppelter Blütenhülle. Es sind 3–4 Kelch- und bis über 11 dachige, ungleiche und verkehrt-eiförmige Kronblätter vorhanden. Es sind viele, relativ kurze Staubblätter mit bespitzten Antheren ausgebildet. Der einkammerige Fruchtknoten ist oberständig mit kurzem, dickem Griffel und großer, breiter, gelappter Narbe.
Es werden kugelige, erst gelbe, dann rötlich-braune, bis zu 5–8 Zentimeter große, vielsamige, längslinierte und holzige, nicht öffnende Früchte mit Griffel- und Kelchresten gebildet. Die abgeflachten, eiförmigen und harten Samen liegen in einer mehligen Pulpe.

## Verwendung
Die sauren Früchte sind knapp essbar. Die hartschaligen Früchte werden ausgehöhlt und als Behälter, Dose oder zum Spielen verwendet. Die Pflanze wird auch als Zierpflanze oder als Hecke genutzt.
Das Holz ist recht hart und schwer, es wird für einige Anwendungen genutzt. Allerdings ist es nur in kleinen Mengen verfügbar.